# Publius Pomponius Secundus
Publius Pomponius Secundus was een Romeins militair, politicus en schrijver uit de 1e eeuw na Chr.
In 44 na Chr. was hij consul suffectus en in 50 behaalde hij, als gouverneur van de provincie Germania Superior, een overwinning op de Chatti. Hij was bevriend met Plinius de Oudere, die volgens diens neef Plinius de Jongere een biografie over hem schreef.
Behalve politicus en militair was Pomponius ook schrijver, in het bijzonder van Latijnse tragedies. Als we Quintilianus mogen geloven was hij zelfs de belangrijkste tragedieschrijver van zijn tijd. Van zijn stukken die bestemd waren voor opvoering zijn slechts flarden van een fabula praetexta met de titel Aeneas bewaard. Soms wordt ook een stuk met de titel Atreus aan hem toegeschreven.